# Matériau intumescent
Un matériau intumescent est un matériau capable de gonfler (expansion) sous l'effet de la chaleur au-delà d'une certaine température. Les matériaux intumescents sont utilisés sous forme massive ou comme revêtement, par exemple pour la fabrication de portes coupe-feu.

## Étymologie
Le mot français intumescence (« Action par laquelle une chose s’enfle » selon la 8e édition (1932-1935) du Dictionnaire de l’Académie française) est longtemps resté une expression littéraire. A titre d’exemple, ce terme a été utilisé par les écrivains Jules Verne et François-René de Châteaubriand avec différentes significations : une structure conique au sommet du cratère d’un volcan pour le premier dans L'Île mystérieuse (1874) ou l’augmentation du volume des vagues pour le second dans ses Mémoires d'outre-tombe (1848). De telles définitions ne sont cependant pas liées directement aux retardateurs de flamme pour les matériaux polymères ou la protection contre le feu. Cependant, le verbe to intumesce fut utilisé par le tragédien anglais John Webster avec deux définitions : « grandir ou augmenter de volume avec la chaleur » ou « présenter un effet d’expansion en bouillonnant ». Contrairement aux définitions de Jules Verne et de François-René de Châteaubriand, celle de John Webster permet une définition tout à fait exacte des performances d’un matériau ou d’un revêtement intumescent qui, chauffé au-delà d’une température critique commence à fondre en bouillonnant puis en gonflant. Ce processus a pour résultat la formation d’une barrière multicellulaire (alvéolaire), épaisse et ininflammable susceptible de protéger le substrat ou le matériau résiduel de l’action de la chaleur ou de la flamme, le char.

## Typologie

### Systèmes intumescents classiques
Le concept d’intumescence a été dans un premier temps appliqué à des revêtements de type peinture avant d’être très vite élargi aux matrices polymères.
Les systèmes intumescents classiques sont des matériaux qui, sous l’effet d’un flux thermique, forment à leur surface un « char » dont la structure alvéolaire lui confère une faible conductivité thermique, ce qui limite les transferts de chaleur. Cette barrière protectrice diminue également la vitesse de diffusion des gaz issus de la pyrolyse du polymère vers la zone de combustion ainsi que la vitesse de décomposition du matériau. Sur le plan chimique, le polymère ou ses produits de décomposition réagissent avec certains composants du matériau,.
Outre la matrice polymère, les formulations d’intumescents classiques comportent en général les ingrédients suivants, :
- Un acide (acide borique, acide phosphorique, acide sulfurique) ou une source d'acide organique (phosphates d’urée, phosphates de mélamine) ou inorganique (borates d’ammonium, phosphate d’ammonium, phosphate de diammonium, polyphosphate d’ammonium, sulfate d’ammonium).
- Un composé source de carbone, généralement un polyalcool susceptible de se déshydrater tel que le pentaérythritol, un sucre simple (arabinose, maltose) ou un polysaccharide (cellulose, amidon).
- Un agent gonflant générant des gaz non combustibles sous l’effet de la chaleur tel que la mélamine (NH3, H2O, CO2), la guanidine (NH3, H2O, CO2) ou l’urée (NH3, H2O, CO2).

En général, une formulation intumescente comporte un composé appartenant à chacune des trois classes précédentes, néanmoins certains composés peuvent remplir plusieurs fonctions. Par exemple, le polyphosphate d’ammonium peut à la fois jouer le rôle de source d’acide (libération d’acide phosphorique à des températures comprises entre 150°C et 250°C) et d’agent gonflant (libération d’ammoniac). En outre, l’association des trois ingrédients ne conduit pas nécessairement à un phénomène d’intumescence, dans la mesure où il est nécessaire que les processus physico-chimiques conduisant à la formation du char se déroulent dans une séquence appropriée tandis que la température augmente.
Sous l’effet de la chaleur, des réactions d'estérification ont lieu entre les acides ou leurs précurseurs et les polyalcools. Ces réactions entraînent une libération d’eau et la formation de structures polycycliques qui se décomposent par la suite pour former des doubles liaisons. Les agents gonflants se décomposent également pour libérer des gaz non combustibles. Le polymère forme à la surface une peau empêchant les gaz de s’échapper. Enfin, des réactions de Diels-Alder génèrent des structures aromatiques par condensation de chaînes polymères dotées de doubles liaisons, ce qui conduit à la formation du char par rigidification de la mousse formée à la surface du matériau. La couche en expansion protège le substrat d’une décomposition sous-jacente sous l’effet de la chaleur et son épaisseur peut être 50 à 100 fois supérieure à celle de la couche originale.

### Systèmes intumescents à base de composés minéraux expansibles
Les systèmes intumescents à base de composés minéraux expansibles sont des matériaux comportant dans leur formulation un composé minéral dont la structure est constituée de feuillets, tels que le graphite ou un silicate alcalin, et une source de gaz non combustibles, telle qu’un agent d’intercalation pour le graphite expansible ou de l’eau pour les silicates alcalins.
Les systèmes intumescents à base de graphite expansible comportent entre les feuillets de graphites des agents d’intercalation. Sous l’effet de la chaleur, ces molécules se décomposent en générant des gaz, ce qui écarte les feuillets les uns des autres et entraîne l’expansion des particules de graphite jusqu’à 300 fois leur volume initial. L’acide sulfurique est un exemple d’agent d’intercalation couramment utilisé. Sa décomposition et une réaction redox avec le carbone aboutit à la formation d’eau, de dioxyde de carbone et de dioxyde de soufre gazeux responsables de l’expansion. Exposé à une flamme, le graphite expansible produit une couche de graphite expansé isolante à la surface du matériau, ce qui le protège de la chaleur et empêche la diffusion de produits de décomposition gazeux et combustibles du polymère susceptibles d’alimenter la flamme.
Les systèmes intumescents à base de silicates alcalins se composent d’un silicate soluble de métal alcalin tel que le silicate de sodium et d’eau sous forme libre ou liée par des liaisons hydrogène à des groupes silanol situés à la surface des feuillets de silicate. Cette eau est libérée à des températures inférieures à 130°C ou même à température ambiante. A plus haute température (entre 130°C et 200°C), l’eau liée aux cations en solution est libérée sous forme gazeuse, ce qui participe à l’expansion du système. Par la suite (entre 200°C et 500°C), les feuillets de silicate de sodium se déshydratent et réticulent avant de fondre à environ 900°C pour former un verre de silicate de sodium. Ce type de système intumescent est utilisable pour la production de verres ignifugées dont la structure se composent d’une alternance de feuillets de verre et de feuillets de silicate alcalin hydraté.

## Applications
Les matériaux intumescents sont utilisés comme protections passives contre l’incendie, par exemple pour la production de murs ou de portes coupe-feux, de joints et de châssis de fenêtre ignifugés. De telles applications sont utilisés dans les secteurs du bâtiment et des transports (constructions automobile, ferroviaire, aéronautique, navale).

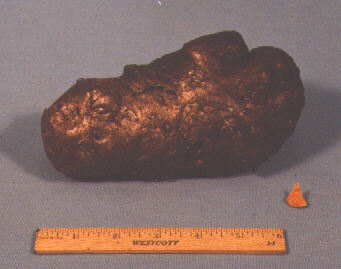
Résine intumescente. Ce type de résine est utilisable comme protection passive contre l’incendie pour des applications en intérieur. Le petit échantillon orange en bas à droite est apte à gonfler sous l’effet du flux thermique pour former l’objet expansé noir visible au centre de l’image. Ce type d’intumescence est souvent très endothermique. De telles résines sont utilisées dans les peintures ignifugées.

## Problèmes
Certains matériaux intumescents sont sensibles à des facteurs environnementaux tels que l’humidité, ce qui peut réduire voire annuler leur effet. En Allemagne, l'Institut allemand pour la technique du bâtiment (Deutsches Institut für Bautechnik DIBt) quantifie la durabilité de l’effet des matériaux intumescents exposés à différents facteurs environnementaux. Les tests d’homologation de matériaux ignifugés du DIBt sont également utilisés au Canada et aux États-Unis.

## Tests feu standardisés
Le comportement au feu d'un matériau intumescent peut être évalué grâce à des tests feu standardisés. Dans ce cadre, il est important de distinguer les notions de « réaction au feu » et de « résistance au feu » ,:
- La « réaction au feu » correspond à l'alimentation et au développement de l'incendie provoqué par la combustion d'un matériau.
- La « résistance au feu » correspond au temps durant lequel un matériau conserve ses propriétés ignifuges durant un incendie.

### Tests de réaction au feu
Les principaux tests de réaction au feu sont l'essai UL 94, la mesure de l'indice limite d'oxygène et la mesure du débit calorifique.
L'essai UL 94 est une méthode de mesure de l'inflammabilité d'un matériau développée par Underwriters Laboratories (UL) et faisant l'objet de la norme NF EN 60695-11-10. Ce test permet d'établir un classement qualitatif des matériaux en fonction de leur inflammabilité.
Contrairement à l'essai UL 94, la mesure de l'indice limite d'oxygène (LOI pour Limiting Oxygen Index) est un test quantitatif permettant d'évaluer l'inflammabilité d'un matériau. Cet indice est la concentration minimale de dioxygène (O2) dans un mélange de dioxygène et de diazote (N2) permettant d'entretenir la combustion d'un échantillon pendant une durée spécifiée, ou jusqu'à ce qu'une quantité déterminée de matière soit consumée. La mesure du LOI est normalisée en tant que ISO 4589-1 et ISO 4589-2.
La mesure du débit calorifique (quantité de chaleur produite par la combustion d'une unité de masse d'un combustible par unité de temps) d'un matériau est effectuée à l'aide d'un calorimètre à cône. Cet essai décrit dans la norme ISO 5660-1 est le plus souvent utilisé pour étudier le comportement au feu des polymères.

### Tests de résistance au feu
Les précisions relatives à la résistance au feu des matériaux de construction ignifugés sont régies par des normes techniques qui sont compilées et publiées par des organismes spécialisés, nationaux ou internationaux, tels que BSI British Standards, l’institut allemand de normalisation (DIN), ASTM International ou l’Organisation internationale de normalisation (ISO). 
Les revêtements intumescents pour les constructions en acier doivent satisfaire les exigences de tests de résistance au feu standardisés. Les plus importants de ces tests sont cités ci-dessous :
- Union européenne : EN 13381-8

- Royaume-Uni : BS 476
- États-Unis : ASTM E119, UL 1709
- Russie : VNIIPO
- Chili : NCh 1974
- Chine : GB 14907/CNS 11728
- Corée du Sud : KS F2257 1,6,7
- Taïwan : CNS 11728